# Генрі Гамільтон Біміш
Генрі Гамільтон Біміш (англ. Henry Hamilton Beamish; 2 червня 1873, Лондон, Велика Британія — 27 березня 1948, Південна Родезія, Велика Британія) — британський фашистський громадський і політичний діяч, журналіст, публіцист, антисеміт і засновник партії «Британці» (англ. The Britons). Протягом своєї діяльності підтримував Мадагаскарський план. Подорожував світом починаючи з 1890-х років. Брав участь в Другій англо-бурській війні. Був прихильником Націонал-соціалістичної робітничої партії в Німеччині. З 1920 року фактично жив у Південній Родезії після того як був оштрафований на 5000 фунтів стерлінга через наклеп на члена Палати громад. Товаришував з канадським фашистом Адрієном Арканом.

## Біографія

### Ранні роки
Генрі Гамільтон Біміш народився у Лондоні 2 червня 1873 року. Він був п'ятим з дев'яти дітей, що вижили і народилися у сім'ї Бланш і Генрі Біміш. Він належав до сім'ї із давньою історією політичного впливу. Протягом багатьох поколінь більшість його предків чоловічої статі були військовими чи морськими офіцерами. Чимало хто з них став помітними постатями у сфері юридичної, канцелярської чи політичної служби.
Мати Генрі, Бланш Джорджина Х'юз (1840-1904), була онукою Лофтуса Вільяма Отвея (1775-1854), який народився в сімейному будинку, замку Отвей у Тіпперері, Ірландія. Як і його предки, він зробив велику і вражаючу військову кар'єру, як і його брат Роберт Уоллер Отвей, який став адміралом і баронетом. Батько Генрі, якого також звали Генрі Гамільтон Біміш (1829-1901), був контрадміралом та морським помічником королеви Вікторії. То була блискуча кар'єра, яка майже не провалилася. У 1871 році він був командиром HMS Agincourt, "найгучнішого і найдисциплінованішого корабля в ескадрі", однак він пішов на дно на Перловій скелі біля Гібралтару і ледь не затонув. Генрі усунули від командування, віддали під суд і оголосили сувору догану. Завдяки успадкованій зарозумілості, він не дозволив цій невдачі перешкодити своєму прогресу. Він також пройшов через трагедію. У 1864 році, за 3 роки до весілля з Бланш, він одружився з Луїзою Мері Енн Харрісон. Наступного року вона та їхня дочка, Луїза Естер, померли під час пологів.
Відповідно до перепису 1881 стає відомо, що у віці 7 років Генрі Біміш був наймолодшим учнем у школі для хлопчиків Романофф Хаус в Танбрідж Уеллс, Кент. А через 10 років у переписі 1891 року — сімнадцятирічним студентом сільськогосподарського факультету в Колоніальному коледжі в Холлеслі, Саффолк. Цей навчальний заклад спеціалізувався на прийомі дітей із забезпечених сімей, особливо хлопців, які виявилися академічно непридатними для навчання в університеті.

### Подорожі і Англо-бурська війна
У 1891 році, коли йому було всього 17 років, виявивши жагу мандрівок, що залишилася на все життя, Генрі вирушив до Канади, де зайнявся вирощуванням пшениці. В 1892 він, за деякими даними, взяв участь в експедиції на Північний полюс.
Згодом у 1895 році він вирушив на Цейлон, де кілька років працював на чайних плантаціях, а в 1898-1899 роках обіймав посаду помічника керуючого в маєтку Хоуп у Верхній Хевахеті. Під час Другої англо-бурської війни (1899-1902) Генрі служив другим лейтенантом у південноафриканському контингенті Цейлонського стрілецького корпусу плантаторів. Вони вирушили з Цейлону до Південної Африки 22 квітня 1900 року на борту судна P&O SS Syria і повернулися на Цейлон 15 липня 1902 року після трохи більше двох років служби. У 1901 році Біміш отримав відпустку, щоб бути присутнім на похороні свого батька. Адмірал, який вже деякий час хворів і був прикутий до ліжка, помер у своєму будинку – Маунт Хаус, Бракстед, Кент – 18 липня 1901 року. Потім Біміш залишився в Англії, імовірно, щоб допомогти розібратися зі спадщиною батька, яке було вирішено в жовтні того ж року (він залишив 3465 фунтів 11 шилінгів 8 пенсів). Потім Біміш відплив з Ліверпуля 14 листопада 1901 року на борту пароплава SS Staffordshire, прямуючи до Коломбо на Цейлоні. Невідомо, чи повернувся він до свого полку, але протягом року він назавжди покинув Цейлон і повернувся до Південної Африки.

### Трудова і громадська діяльність
Бімішу було вже за 30, він жив у Блумфонтейні. Тут у 1903 році він разом із другом керував компанією «Empire Tea Rooms». У 1904 році він заснував «Farmer's Advocate», одну з перших сільськогосподарських газет у країні. Мабуть, це була перша спроба зайнятися видавничою діяльністю. Повна назва газети — South African Farmer's Advocate and Home Magazine. Вона являла собою пару спільно виданих, але окремо редагованих журналів йому і неї, які виходили з 1904 по 1933 рік. Він залишався власником «Farmer's Advocate» протягом 15 років. Так, наприклад, коли він ненадовго повернувся до Англії в 1910 році, ми знаходимо його опис як власника газети, що подорожує як пасажир другого класу на борту пароплава SS Briton, який відплив з Наталя і прибув до Саутгемптона 28 травня.
У 1905 році Генрі Гамільтон Біміш входив до виконавчої ради з шести осіб консорціуму Колонії Оранжевої Річки, який виступав за створення консумаційного санаторію у Блумфонтейні на ділянці землі в районі Орлиного гнізда у Блумфонтейні. Саме у Південній Африці, під час і після англо-бурської війни, Біміш вперше зіткнувся з тими крайніми антиєврейськими настроями, які він згодом так люто проповідував. У поствікторіанському співтоваристві експатів Південної Африки була широко поширена думка, що єврейські ділові кола — особливо ті, хто займався золотом, алмазами та фінансами в цілому, — вклали кошти в цю війну, сприяли її розвитку та отримували з неї прибуток.

### Політична діяльність і антисемітизм
В 1907 Генрі Біміш представляв інтереси поселенців Колонії Оранжевої Річки на Лондонській конференції з британським урядом з питання земельного врегулювання. Це було постійне питання, яке виникло через те, що багато британських поселенців у Колонії Оранжевої Річки купили землі наприкінці Другої англо-бурської війни, згодом ціни на землю були завищені. Тепер поселенці домагалися від імперського уряду в Лондоні перегляду цих оцінок, оскільки поточні виплати означали, що більшість із них могли втратити і землю, і більшу частину своїх початкових інвестицій. Так, наприкінці літа 1908 року Біміш, який все ще жив у Блумфонтейні, знову відвідав Лондон разом із Х. А. Коулом із округу Хейлброн Колонії Оранжевої Річки. Ці дві людини, виступаючи представниками поселенців, зустрілися з лордом Кру (державний секретар у справах колоній, 1908-10 рр.), щоб спробувати переглянути умови. Хоча ці переговори мало що дали, через два місяці, наприкінці листопада, з'явилася пропозиція, згідно з якою Британська Південно-Африканська компанія, яка прагнула набрати досвідчених поселенців у Родезії, спонсорувала переселення, пропонуючи практично безкоштовний транспорт із Південної Африки до Родезії тим, хто готовий переїхати, та щедрі гранти на купівлю нових земель.Сам Біміш скористався цими умовами, коли 1920 року переїхав до Родезії, де оселився на постійній основі. Тим часом він залишався в Блумфонтейні і пізніше стверджував, що приблизно в 1912 тісно співпрацював з видатним південноафриканським адвокатом Персівалем Фрере Смітом з питань праці.
На антисемітизм Біміша проявили вплив кілька факторів, зокрема місцеві антисемітські письменники як Арнольд Уайт і журналісти як Джон Гобсон. У той же час у світі панувала метушня, і Біміш теж шукав цапа-відбувайла. Для багатьох білих поселенців Півдня Африки це був важкий час. Англо-німецькі розбіжності, зокрема, відсунули расові питання між чорними та білими на другий план. Набагато важливішою була причина хвилювань між білими християнами європейського походження. Як показали бурські війни, ці розбіжності були реальними, глибокими та дуже руйнівними. Звинуватити євреїв було найпростішм рішенням. У цьому сенсі те, що писали Хобсон, Уайт і подібні до них, просто відображало існуючі забобони. Проте авторитет, з яким вони писали, та популярність їхніх книг, безумовно, сприяли посиленню та поширенню антиєврейських настроїв. Одним із прямих результатів стала ненависть до євреїв, яка назавжди закріпилася за «Британцями», явно антиєврейською партією, яку Біміш заснував в 1919 році.
З початку Першої світової війни в 1914 році Біміш зіграв важливу роль у формуванні, організації та просуванні кількох політичних організацій, які - хоча формально були просто пробританськими - повторювали аналогічні патріотичні організації у Великій Британії, будучи налаштованими різко антинімецько. Подібні настрої вже були поширені в британській емігрантській громаді на півдні Африки, що розпалювалися регулярними повідомленнями про звірства, нібито скоєні німецькими військами та їхніми союзниками. Зокрема у час Першої світової війни Генрі служив у Наталському полку південноафриканської піхоти. У червні 1918 року він брав участь у попередніх виборах у Клепгемі як незалежний кандидат на платформі крайнього патріотизму — "обіцяв підтримати прем'єр-міністра у вигнанні гунів (німців) і змусити Німеччину заплатити за війну". За результатами виборів він поступився проурядовому кандидату в 1181 голос. У грудні 1918 року він знову балотувався до парламенту тим же округом, проте від Національної федерації звільнених моряків і солдатів. Він посів друге місце, програвши з розривом в 6706 голосів.
До кінця 1918 року Генрі Біміш жив у Лондоні. На той час його ксенофобія була повністю зосереджена на євреях. Він був абсолютно переконаний, що вони керують організованою, потужною та корумпованою глобальною мережею. Почавши з їхнього передбачуваного контролю над гірничодобувною промисловістю Південної Африки, він поширив їхній контроль над фінансами та банківською справою в цілому, а потім і на глобальний бізнес, маніпулювання урядами та володіння засобами масової інформації, причину страйків та цивільних заворушень, розпалювання воєн та революцій, руйнація християнства та створення комунізму. Все це і багато іншого, як він тепер визнав, випливало з однієї величезної єврейської змови з метою захоплення світу. Він пробував знаходити докази та оприлюднити їх.
18 липня 1919 року Біміш і 13 його однодумців заснували яскраво виражену антисемітську партію під назвою «Британці», яка мала займатися міжнародною пропагандою проти юдаїзму і головою якої він залишався до самої смерті. Він двічі безуспішно балотувався як незалежний кандидат у Палату громад Великої Британії відразу після Першої світової війни. У березні 1919 року, після розміщення плакатів, що очорняли лорда Мелчетта (сера Альфреда Монда), члена Палати громад і комісара робіт, як "зрадника", який роздавав акції німцям під час війни, Генрі оштрафували на 5000 фунтів стерлінгів за наклеп. Штраф так і не був сплачений, оскільки Біміш втік з Англії і перебрався до Родезії.
З того часу він безперервно і наполегливо займався своєю антисемітською пропагандою. Тут особливо примітними є його ранні зв'язки з націонал-соціалістами. Контакти та діяльність Біміша в Німеччині розпочалися у січні 1923 року, коли 18 числа того ж місяця він з'явився разом із Гітлером на націонал-соціалістичному заході у Мюнхені перед аудиторією у 7000 осіб у цирку Кроні. Тут він був представлений як "англійський шахтар", а присутній на заході Дітріх Екарт (німецький поет, драматург, журналіст, публіцист та політичний діяч, один із засновників Німецької робітничої партії) зробив переклад його не надто повної промови німецькою мовою для залу для глядачів. Біміш віддав данину поваги діяльності Гітлера проти єврейства і пообіцяв своїй аудиторії, що "організує в Британії партію за прикладом націонал-соціалістів у Баварії. Гітлер, який у своїй головній промові вже поклявся "помститися" євреям за той час, коли влада буде в його руках, завершив збори закликом, що "всі німецькі народи повинні бути єдиними у боротьбі проти нашого загального смертельного ворога — єврея".
Крім контактів із Гітлером та Екартом, Біміш також підтримував контакт з антисемітом Теодором Фрічем, яким дуже захоплювалися націонал-соціалісти. У цей час Біміш вже був настільки захоплений ідеєю Мадагаскару, що в тому ж році відвідав французьке колоніальне міністерство, щоб вивчити можливості реалізації плану. У квітні 1923 він написав на першій сторінці британського видання «Hidden Hand»: "Мадагаскар був би підходящим будинком , і ми повинні уявити, що Франція без вагань надасть цей острів євреям", і він зробив програмний висновок, що "Мадагаскар, будучи островом, зробить проблему повної сегрегації простою".
Біміш, безперечно, також у своїх контактах із націонал-соціалістами, обстоював ідею Мадагаскарського плану. Вона стала ідеєю всього його життя. Згодом, після зустрічі в Будапешті з Розенбергом, останній також був захоплений думками Біміша про Мадагаскар і надав йому журналістський простір. 29 червня 1926 року на першій шпальті газети «Völkischen Beobachters» з'явилася стаття під назвою "Мадагаскар" (англієць), в якій автор розглядав можливі рішення єврейського питання. Він обговорює "знищення", "асиміляцію" і "сегрегацію (обов'язкову сегрегацію, як каже англієць)" у просочених іронією зворотах мови як можливі варіанти, які він докладно розглядає. Асиміляція виключається, оскільки "єврей", який зберігав вірність своїй расі протягом тисячоліть, повинен відкинути її, і "борг всіх - допомогти йому зберегти свої ідеали". Просто вбити євреїв, незважаючи на всі виправдання для цього з боку "народів-господарів", було нелюдським і нехристиянським, бо навіть автор не хотів відмовляти євреям у фундаментальному праві на життя. Оскільки "єврей" нібито належав до однієї з "найдавніших і кращих рас", було "справедливо, замість того, щоб вбивати його, надати йому всі можливості для подальшого піднесення його раси та захистити його від будь-якого зараження арійською та іншою шкідливою для нього кров'ю". У умовах "єдиним засобом від єврейського невдоволення є відділення ". Однак це відділення має бути примусовим і не повинно залежати від вільної волі.
Крім того, на думку автора, необхідно враховувати, що більшу частину землі у світі вже віддано та колонізовано "європейськими расами". Крім того, "євреї, будучи азіатами, звикли до м'якшого клімату", ніж, наприклад, на Алясці. Про Африку теж не могло бути й мови, оскільки материк був досить багато населений корінними народами. Вся аргументація, пронизана знущальним сарказмом, зрештою, призвела до запропонованого ним рішення: "Тому ми повинні шукати інше місце, яке дозволить євреям розвиватися суто націоналістично і консервативно, не турбуючись про осквернення чужої для їхньої раси кров'ю. Де той рай, який дозволяє всім євреям жити у мирі та радості, зберігаючи чистоту і дотримуючись своїх ідеалів? Це Мадагаскар”. Очевидно, що цей автор, якого «Völkischen Beobachters» апострофує лише як "англійця", — Генрі Гамільтон Біміш, якому Розенберг після їх зустрічі не пізніше жовтня 1925 року, але, можливо, вже в 1923 році, надав можливість уявити свою ідею німецькій громадськості у домашній газеті націонал-соціалістів.
На початку 1932 Освальд Мослі, все ще очолюючи залишки своєї Нової партії (практично знищеної в результаті катастрофічних результатів на Парламентських виборах 27 жовтня 1931), приступив до створення Британського союзу фашистів. При цьому він намагався привернути групи однодумців, сподіваючись, що вони приєднаються до нього. З цією метою його представники звернулися як до Імперської фашистської ліги, так і до британських фашистів. Так, 27 квітня 1932 року Мослі головував на зборах молодіжного крила Нової партії. Перед присутніми виступили Генрі Біміш та Арнольд Ліз, товариш Біміша. Їхні спільні виступи називалися "Сліпота британської політики під владою єврейських грошей". Однак незабаром після цих зборів переговори зірвалися: Мослі вирішив, що зв'язуватися з затятими ненависниками євреїв Бімішем, Лізом та кількома десятками їхніх однодумців надто ризиковано. Їхні погляди могли коштувати Британському союзу фашистів надії на привабливий характер та респектабельну підтримку. Справді, Британський союз фашистів у цей час почав активно заперечувати, що він був антиєврейським. Ліз, обурений готовністю Мослі до компромісу, так і не пробачив його і згодом використовував будь-яку нагоду, щоб висміяти його як фальшивого ненависника євреїв та "кошерного фашиста". Було багато жорстоких зіткнень між прихильниками Імперської фашистської ліги та Британського союзу фашистів.
Біміш теж був одним із тих типових представників антисемітизму, які були повністю захоплені своїми власними ідеями та концепціями та у своєму патологічному сприйнятті дійсності звертали увагу лише на ті речі, які відповідали їхньому образу, одного разу визнаному нібито правильним та істинним. Сповнений ідеєю власної, рятівної місії, у поєднанні з непомірним уявленням про важливість власної персони — і в цьому він порівняний не тільки з Гітлером — Біміш визначив євреїв, які стоять за всім, що суперечить його ідеям як постійну загрозу і виклик арійській і білій культурі. Як і його однодумці, він вбирав усі доступні антисемітські публікації і приймав їх не лише за чисту монету, а й як підтвердження правильності свого власного світогляду. Одним із наріжних каменів цієї помилки були "Протоколи сіонських мудреців", які також мали впливове, якщо не вирішальне, значення для формування думок Гітлера про юдаїзм". Біміш, за його власним визнанням, належав до більшості фашистських рухів у Великій Британії і, крім ролі голови «The Britons», був президентом «Ліги язичників» та «Bund Völkischer Europäer». Всі ці організації мали лише одну мету — підтримувати пропаганду антисемітської місії Біміша, в центрі якої, за аналогією з ідеєю "світової революції" в комунізмі, була одна мета: "примусова сегрегація" євреїв на Мадагаскарі. Таким чином, Біміш став свого роду "мандрівним продавцем антисемітизму", і його сліди дійсно можна простежити по всьому світу. На допиті в суді Південної Африки влітку 1934 року він стверджував, що не тільки особисто знав Гітлера, але навіть "інструктував" його і часто консультувався з нацистським керівництвом з єврейських питань.
У місіонерській невгамовності, яка вже визначала його ранні роки, Біміш у 1936 році розпочав світовий тур, який привів його через Індію, Цейлон, Японію, Канаду та США назад до Європи і головною метою якого було читання антиєврейських лекцій. У грудні 1937 року , за підтримки "Християнсько-американського хрестового походу" та "Німецько-американського бунду", він знову був у США з лекціями, де також видавав себе за представника "Всесвітньої служби". Завдяки своїм численним виступам він неодноразово виступав перед німецькою аудиторією. 20 січня 1937 року Біміш виступив у Мюнхені перед аудиторією приблизно в 200 чоловік зі своєю стандартною темою "Кому потрібна війна?", на якій також були присутні деякі професори Мюнхенського університету та член баварського міністерства освіти, імовірно його старий друг Бопплс. Біміш докладно пояснив, як, на його думку, весь світ, крім Німеччини, перебуває під єврейським контролем, з яким необхідно боротися. Співробітник британського консульства в Мюнхені був присутнім як репортер і описав запропоноване Бімішем рішення. "На закінчення лектор розгорнув карту Мадагаскару (прикрашену єврейською зіркою) і виклав свій план вирішення єврейської проблеми. За його словами, було б некрасиво стерилізувати євреїв або винищити їх. Тому він запропонував їх депортувати оптом на Мадагаскар, острів, на якому легко могли б проживати 100 мільйонів людей. На цьому острові (який, за словами перекладача, німці могли б перетворити на колоніальний рай) Епштейни, Ейнштейни та інші єврейські генії могли б розвинути свою власну цивілізацію та показати світові свої справжні організаторські здібності.
В січні того ж року Біміш повторив цю лекцію в Нюрнберзі на запрошення Юліуса Штрейхера і сказав: "Я уявляю собі вирішення єврейського питання як вигнання євреїв з усіх країн і поселення їх у закритій зоні розселення, наприклад, на острові Мадагаскар. Там єврейський народ зможе розвиватися по своєму". З цієї нагоди Біміш, очевидно, також поширював листівки "британців", на яких під заголовком над малюнком острова Мадагаскар, поряд з латинським хрестом, було написано "СІОНІЗМ ВИРІШЕНИЙ! Майбутній будинок євреїв". Під ескізом острова була намальована зірка Давида. Напис "Місткість населення: 100 мільйонів осіб" красномовно висловлювала його думку про масштабність проекту. У своєму звіті про цю подію репортер британського консульства в Мюнхені яскраво описав Біміша як "неврівноваженого та малоосвіченого пропагандиста з бджолами в голові".
В 1937 році Біміш став віце-президентом Імперської фашистської ліги. На цій посаді 14 квітня 1937 року він виступив на щотижневій зустрічі основної еліти партії у середу у штаб-квартирі, відомої як Асоціація випускників. Його лекція, описана як доповідь єврейської розвідки, називалася: «Націонал-соціалізм (расовий фашизм) на практиці в Німеччині». Біміш заявив присутнім у Лондоні, що Німеччина сьогодні є великою країною, бо Гітлер назвав ім'я ворога. ІФЛ, сказав він, знає 3 способи вирішення єврейського питання: вбивати їх, стерилізувати чи сегрегація. У відповідь на запитання після лекції він сказав, що російська революція знищила інтелігенцію, і тепер країну населяють "люди тваринного світу", додавши, що завданням великого лідера, переважно Гітлера, буде у найближчі п'ять років увійти до СРСР і помістити одну половину населення у газову камеру, а іншу – до зоопарку.
У вересні 1937 року Біміш знову був у Німеччині, щоб взяти участь у Міжнародному антисемітському конгресі. Він був організований «Welt-Dienst» та проходив в Ерфурті з 2 по 5 вересня під програмною назвою «Панаріанська конференція». Фляйшхауер, який виступав президентом, вітав представників 23 європейських і неєвропейських держав. Біміш виступив на свою стандартну тему "Хто хоче війни?", подібно до того, що він говорив дев'ятьма місяцями раніше в Берліні, Мюнхені та Нюрнберзі, і він знову звернувся до Мадагаскара і своєї формули рішення: "Моє чергове слово: примусова сегрегація! Я пропоную Мадагаскар".
На наступному з'їзді партії НСДАП в Нюрнберзі зібралося близько 100 іноземних співробітників та зв'язкових «Welt-Dienst», де за ними наглядав Пауль Вурм, іноземний редактор «Stürmer» та голова «Антиєврейської всесвітньої ліги». З цієї нагоди Адольф Ейхман, який займався єврейським питанням у СД, також був направлений до міста, де з 6 по 9 вересня 1937 року проходили мітинги нацистської партії, "для встановлення контакту з приїжджими іноземцями". Таким чином, він уперше познайомився зі сферою впливу навколо групи Штрейхера та «Всесвітньої служби» і увійшов у контакт із головними дійовими особами ідеї Мадагаскару. Це справило на Ейхмана більш ніж протверезне враження: "Більшість членів цієї «Welt-Dienst» справляли враження людей з більш менш сумнівним існуванням, деякі з них одержимі нав'язливою ідеєю, що вони покликані бути лідерами партій і організацій у своїх країнах. Однак, м'яко кажучи, всі вони загрузли в дрібницях, які займають всі їхні інтереси, і тому навіть віддалено не здатні виробити широку лінію і проводити її в життя". У цій несентиментально реалістичній оцінці вже звучить "практик" Ейхман, і контраст справді значний: час поганих, ексцентричних, але на практиці абсолютно нездатних теоретиків змови і раси, таких, як зображені Бімішем або Фляйшхауером, з невеликими обмеженнями також Розенбергом. Настав час для тих прагматично орієнтованих практиків влади, які знали, як примирити ідеологічні настанови та доцільні вимоги на службі тоталітарної практики. Візит на конгрес восени 1937 став останнім перебуванням Біміша в Німецькому Рейху. Решта його життя була малопримітною. Торішнього серпня 1938 року його було обрано незалежним кандидатом у парламент Південної Родезії, але він втратив мандат у квітні 1939 года. Під час Другої світової війни Генрі Біміш був ув'язнений на три роки з червня 1940 року, і протягом цього часу його діяльність обмежувалася контактами з його братом Тафтоном Бімішем, членом британської Палати громад.

### Смерть
Генрі Гамільтон Біміш помер 27 березня 1948 року в Південній Родезії, заповівши свій стан соратнику Арнольду Лізу. Він був похований у Солсбері. Біміш нічого не залишив «британцям». Після сплати спадкового мита Ліз отримав спадщину у розмірі 3350 фунтів стерлінгів, які він використав для фінансування свого журналу «Gothic Ripples» і для субсидування «Британці». Хоч 17 лютого 1932 року в присутності Генрі Гамільтона Біміша партія була офіційно поділена на Британців та Британське видавниче товариство, проте номінально Генрі Біміш залишавсвя головою партії до власної смерті.